# Quartier du Pont de Flandre
Das Quartier du Pont de Flandre im 19. Arrondissement ist das 74. der 80 Quartiers (Stadtviertel) von Paris.

## Lage

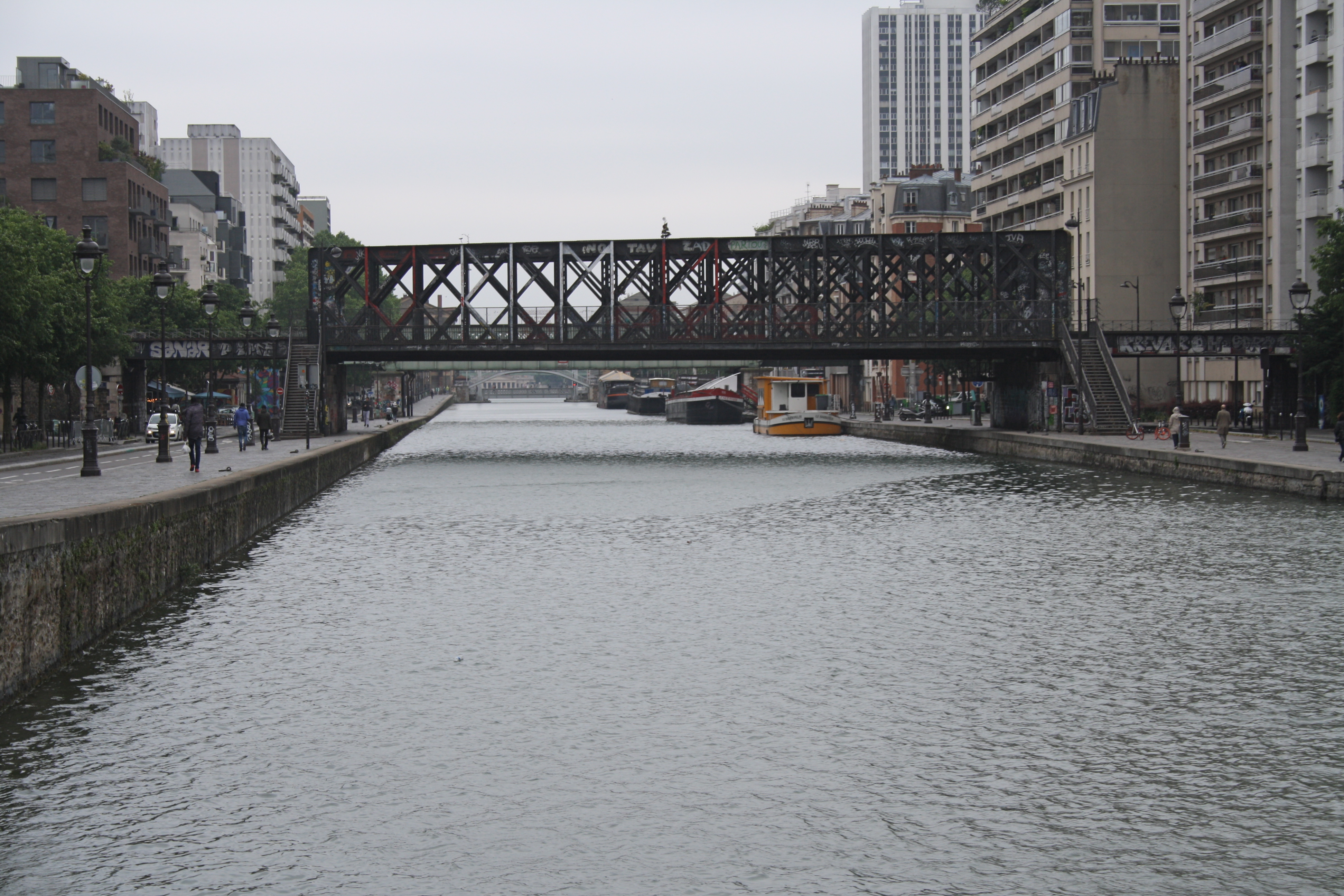
Brücke der Bahnstrecke Petite Ceinture über den Canal de l’Ourcq mit dem Quai de la Marne (links) und dem Quai de l’Oise

Die Stadtviertel im 19. Arrondissement

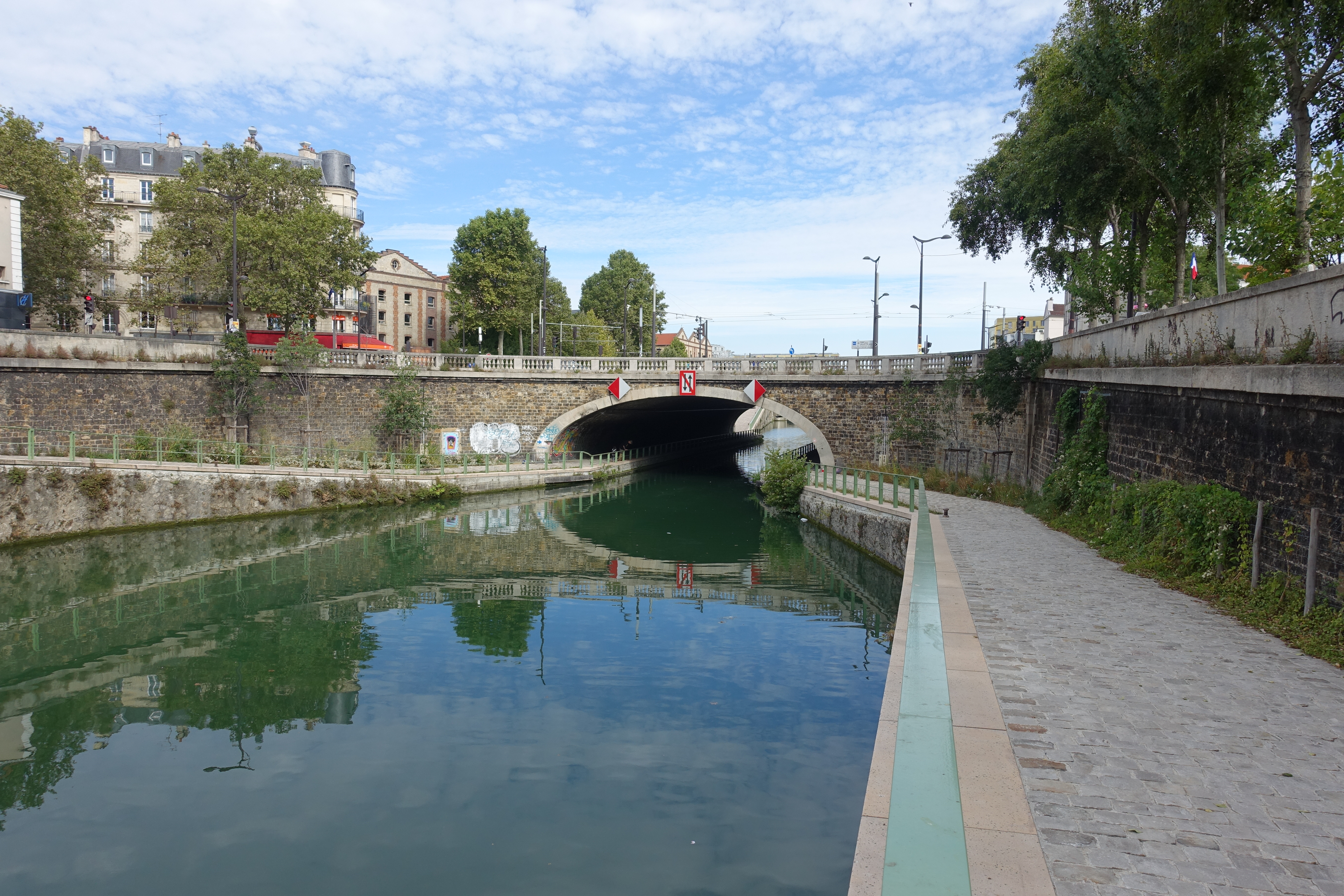
Pont de Flandre von Südosten

Das Quartier du Pont de Flandre wird (im Uhrzeigersinn ab der Avenue de la Porte d’Aubervilliers beginnend) begrenzt von:
- Stadtgrenze zur Gemeinde Aubervilliers (nördlich des Boulevard périphérique)
- Stadtgrenze zur Stadt Pantin (östlich des Boulevard périphérique)
- Avenue Jean Jaurès
- Rue de l’Ourcq
- Rue d’Abervilliers
- Place Skanderbeg (Porte d’Aubervilliers)
- Avenue de la Porte d’Aubervilliers

## Namensursprung
Das Stadtviertel hat seinen Namen vom Pont de Flandre, einer Straßenbrücke, die die Avenue Corentin-Cariou über den Canal Saint-Denis führt. In diesem Bereich lagen früher die Pariser Schlachthöfe.

## Geschichte
Das Stadtviertel entstand 1859 mit der Eingemeindung der Gemeinde La Villette nach Paris.
Kurz vor der Eingemeindung wurde 1859 beschlossen, einen Viehmarkt und Schlachthöfe in La Villette einzurichten, und zwar zwischen dem Canal de l’Ourcq, der Route d’Allemagne (heute: Avenue Jean-Jaurès) und der Thiersschen Stadtbefestigung, um somit in Zukunft die Märkte von Poissy und Sceaux innerhalb der Pariser Stadtmauern zu haben. Auf den 39 Hektar Land (erweitert auf 54 Hektar), das die Stadt Paris für 8.500.000 Franken erwarb (heute: Parc de la Villette), wurden Gebäude des Architekten Louis-Adolphe Janvier nach den Vorgaben von Victor Baltard errichtet, von denen heute nur noch die Grande halle de la Villette übrig ist.

## Sehenswürdigkeiten
- Conservatoire national supérieur de musique et de danse de Paris, 209, Avenue Jean-Jaurès
- Parc de la Villette (ehemalige Schlachthöfe von Paris), 211, Avenue Jean-Jaurès
- Cité de la musique, 211, Avenue Jean-Jaurès
- Fontaine aux Lions de Nubie, 211, Avenue Jean-Jaurès
- Grande halle de la Villette (ein letzter „Rest“ der Abattoirs de la Villette), 211, Avenue Jean-Jaurès
- Zénith Paris, 211, Avenue Jean-Jaurès
- Cité des sciences et de l’industrie, Parc de la Villette
- La Géode, Parc de la Villette
- Écluse de la Villette
- Pont de la rue de l’Ourcq